# Doelensluis
De Doelensluis (brug 220) is een vaste brug in Amsterdam-Centrum.

## Ligging
De verkeersburg vormt de verbinding tussen de Nieuwe Doelenstraat en het Muntplein, dat zelf een en al brug is. Het bouwwerk ligt bij de plaats waar de Amstel overgaat in het Rokin.

## Geschiedenis
Er ligt hier minstens vanaf 1544 een brug, want op de kaart van Cornelis Anthonisz. van dat jaar is de brug getekend in de vorm van een houten jukkenbrug. Aan de oostzijde de brug lag het Rondeel, een gemetselde uitbouw op de plaats waar nu (2017) het Hotel de l'Europe staat. Op de westoever stond Leeuwenburg, waarvan delen nog te zien zijn in het voetstuk bij de Munttoren. Pieter Bast tekende de brug opnieuw in in zijn kaart van 1597, ze was toen rood geschilderd, vandaar de alternatieve naam Roobrug. Al in 1663 kwam er een stenen brug met zes gewelven. Toen kwamen hier in de gerenoveerde wijk een logement, herberg en het genoemde hotel (op het Rondeel) en de vijf Engelse huizen van John Jorden. Om die stroom te verwerken werden het Rokin en de plaatselijke kade van de Amstel (niet de Amstelkade!) met elkaar verbonden. Daarbij werd die zuidelijke kade met 6,5 meter verbreed, dus kwam er over het Rokin een brug met minder doorvaarten, te weten drie. In 1882 werd ook het Rokin verbreed om tramverkeer mogelijk te maken. In 1936 volgde hier opnieuw een verbreding van zowel Rokin als kade langs de Amsterdam. Daarop moest vooraf ook weer de Doelensluis aangepast worden. Aan architect Piet Kramer werd een aantal ontwerpen gevraagd en hij kwam in 1935 met het definitieve ontwerp (het jaartal staat aan beide zijden van de brug in graniet uitgebeeld: Anno 1935). De opening vond plaats eind september 1936 zonder enige feestelijkheid. Bij de aanleg kwam de bouwer brugresten tegen van oudere versies. De oude fundering niet hergebruikt worden, deze was niet geschikt om Kramers brug te dragen. Aan de oostzijde waren twee trappen, waarvan de een richting Turfmarkt wel op de tekening staat en de trap naar het terras van Hotel de l'Europe niet. De brug werd enigszins hoger gebouwd dan de oude brug om nog voldoende doorvaart te garanderen. Er kwamen hier nog steeds “vrachtschepen” binnen vanuit Rotterdam, die aanmeerden aan het Rokin. De brug wordt gedragen door een houten paalfundering, de overspanning bestaat uit stalen balken met gewapend beton erop. Naar Kramers ontwerp geeft het uiterlijk van de brug voornamelijk baksteen en graniet (pijlers).
Dat het verkeer rondom de brug hevig was bleek in 1949. Toen verrees hier (ook in een ontwerp) van Kramer een verkeersregelpost met uitzicht op het Rokin en de Vijzelstraat; het kreeg de bijnaam Duiventil. Deze toren verdween in 1992 toen het verkeer hier zou afnemen en werd geplaatst naast de Jacob Heinenbrug in het Amsterdamse Bos. Ook na die tijd werd gezocht naar oplossingen van het verkeer hier, in 2016 ging het gehele Muntplein weer op de schop om de verkeersstroom buiten de binnenstad te houden.
De brug is vernoemd naar de Kloveniersdoelen van de schutterij van Amsterdam, die hier in de voormalige toren Swijch Utrecht, op de plek van het huidige Hotel de l'Europe, zetelden. Stenen bruggen werden in Amsterdam van oudsher "sluis" genoemd, een daadwerkelijke sluis heeft hier nooit gelegen.

## Afbeeldingen

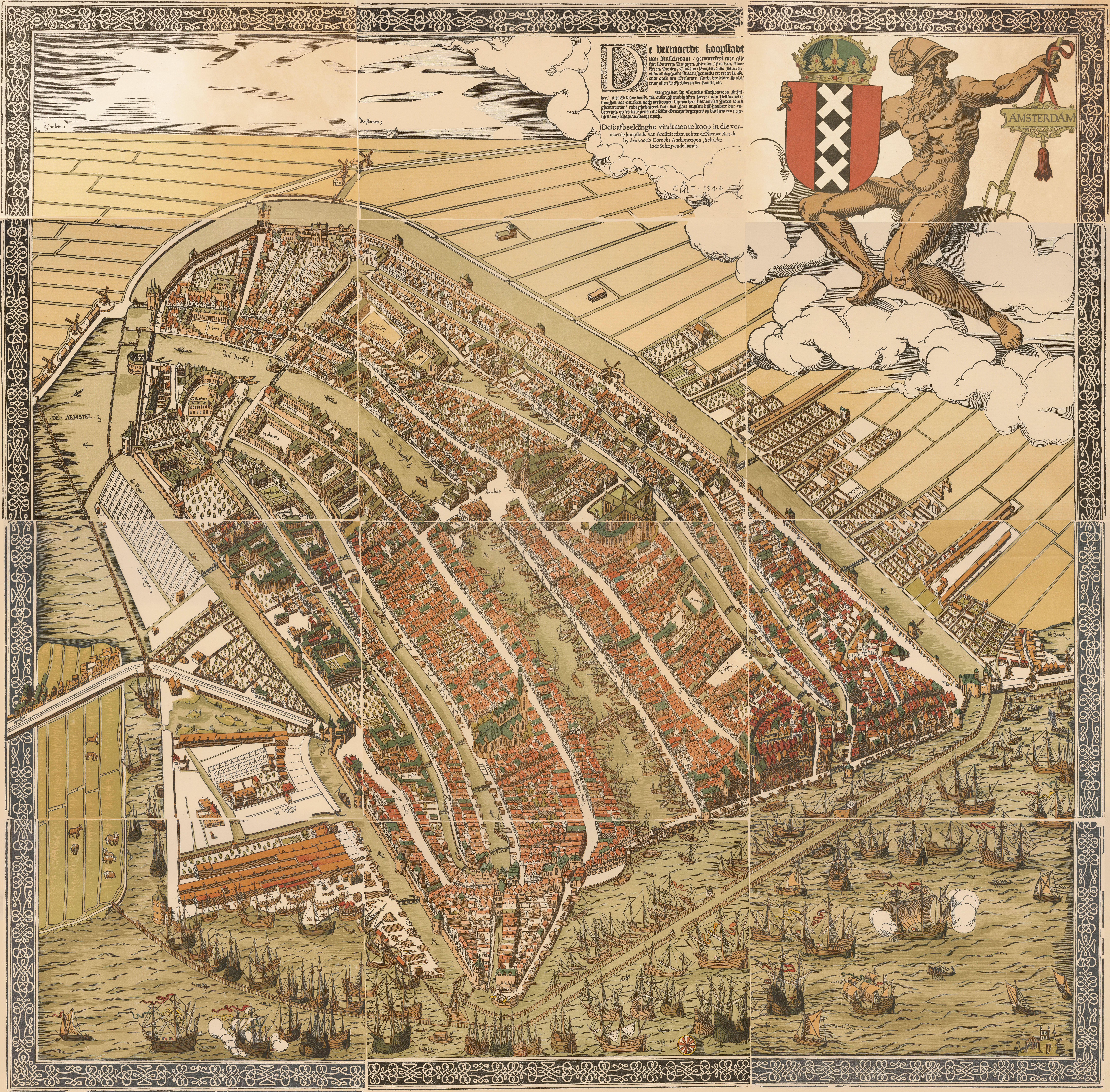
De kaart van Cornelis Anthonisz. uit 1544 (linksboven)
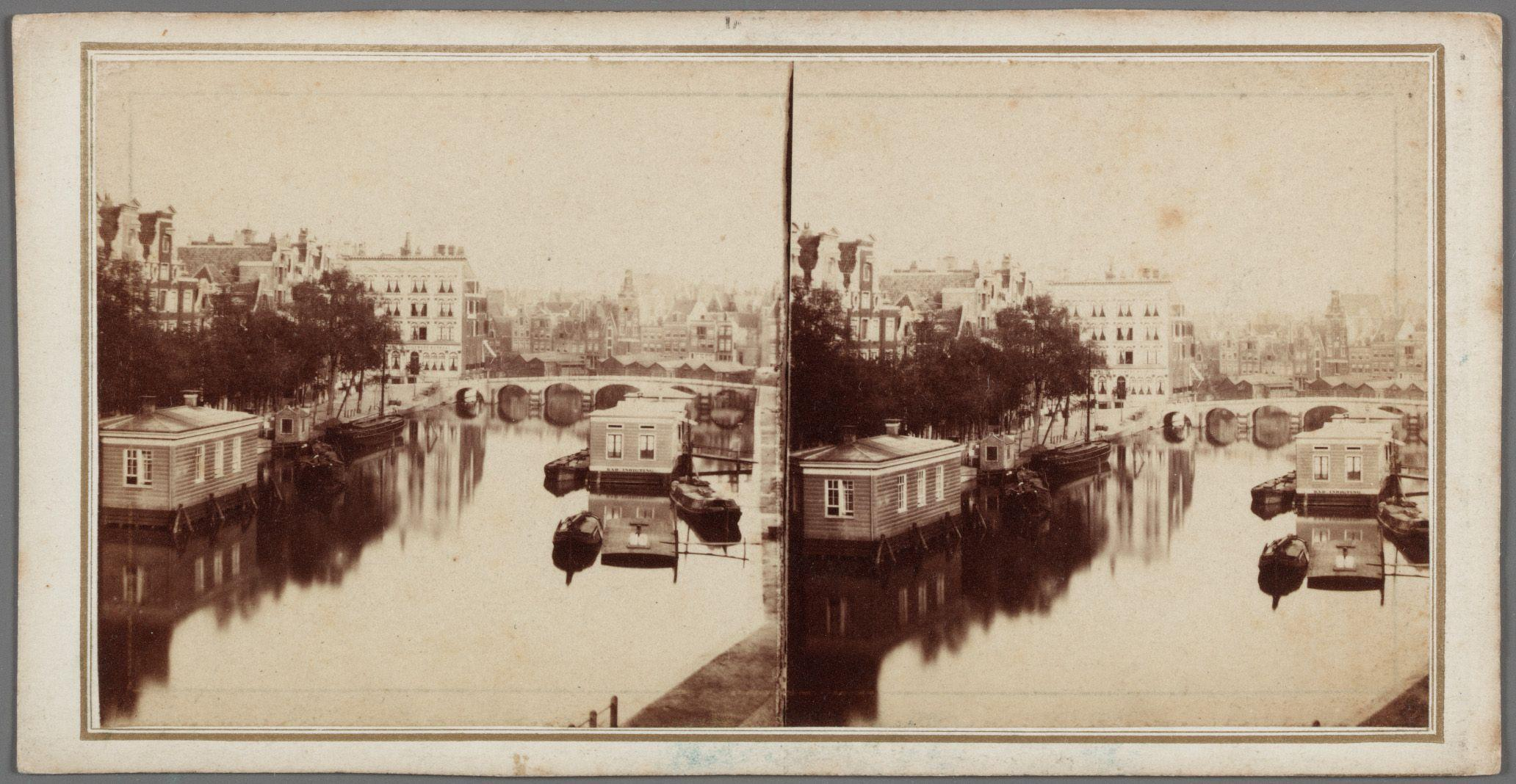
De brug in circa 1856, vastgelegd door Pieter Oosterhuis
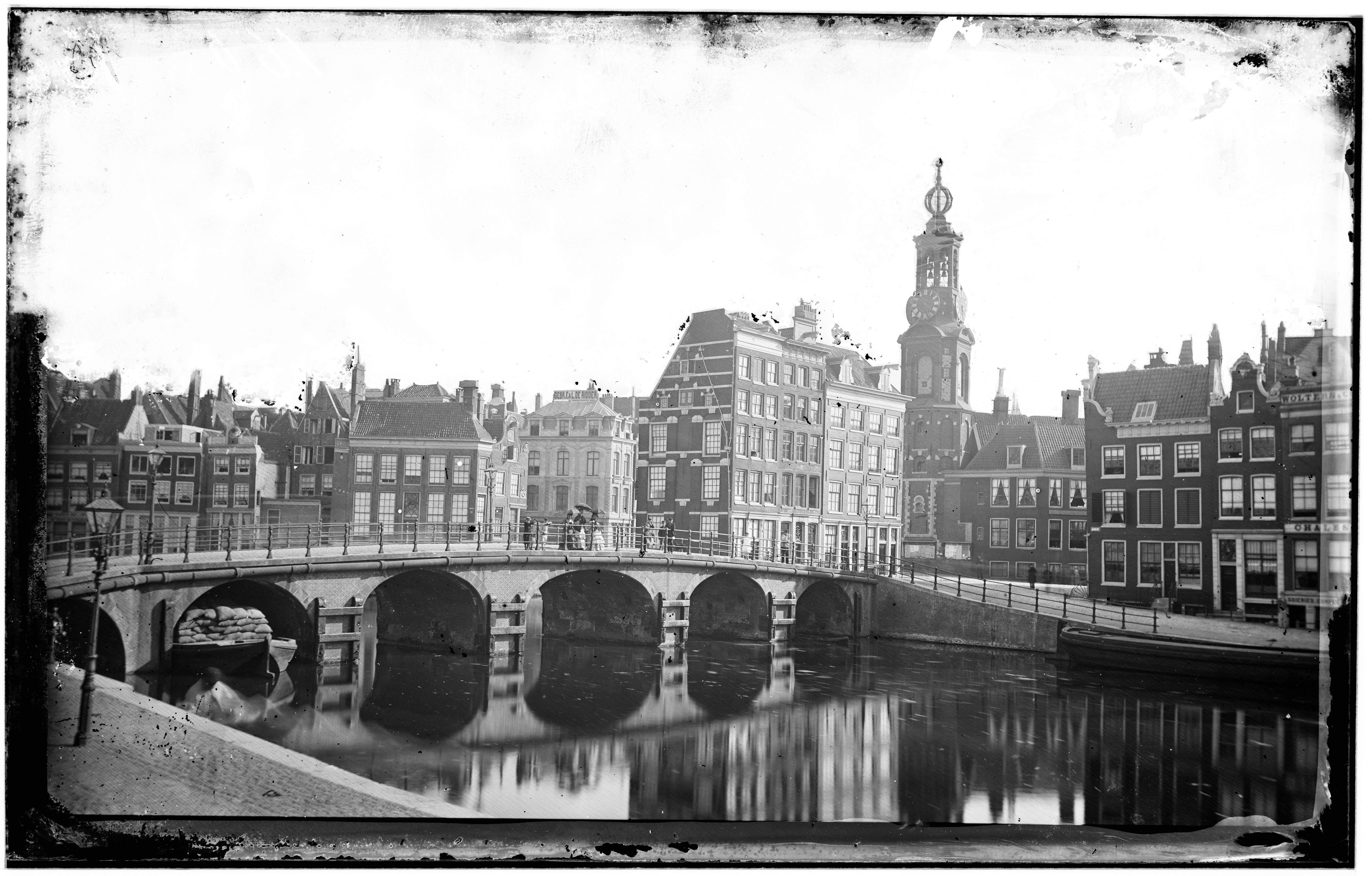
De brug in circa 1876 vastgelegd door Jacob Olie
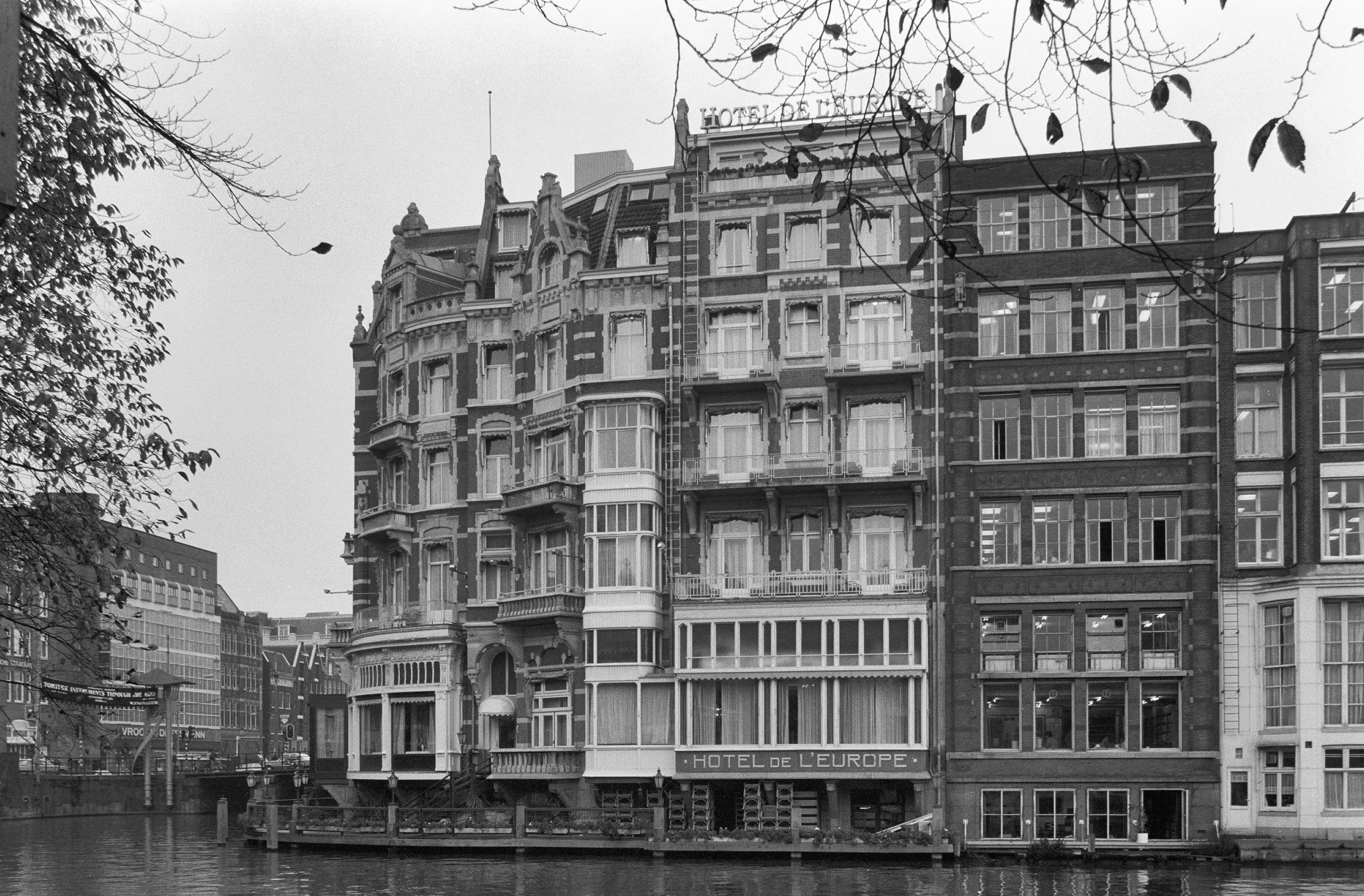
De brug in circa 1984 met verkeerstoren

<<< · 200 · 201 · 202 · 203 · 204 · 205 · 206 · 207 · 208 · 209 ·  210 · 211 · 212 · 213 · 214 · 215 · 216 · 217 · 218 · 220 · 221 · 222 · 223 · 224 · 225 · 226 · 227 · 228 · 228P · 229 · 230 · 231 · 232 · 233 · 234 · 235 · 236 · 237 · 238 · 239 ·  240 · 241 · 242 · 243 · 244 · 245 · 246 · 247 · 248 · 249 ·  250 · 251 · 252 · 253 · 254 · 255 · 256 · 257 · 258 · 259 · 260 · 261 · 262 · 263 · 264 · 265 · 266 · 267 · 270 · 271 · 272 · 273 · 274 · 275 · 277 · 278 · 279 · 280 · 281 · 283 · 285 · 286 · 287 · 288 · 289 · 290 · 291 · 292 · 293 · 295 · 296 · 297 · 298 · 299 · >>>
Brugnummers 219, 268, 269, 276, 282, 284, 294 zijn niet (meer) in omloop.